# Ribes hudsonianum
Ribes hudsonianum är en ripsväxtart som beskrevs av Richards.. Ribes hudsonianum ingår i släktet ripsar, och familjen ripsväxter. Utöver nominatformen finns också underarten R. h. petiolare.

## Bildgalleri

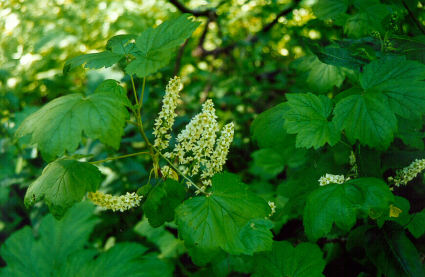